# Половинная (Иркутская область)
Полови́нная — посёлок в Слюдянском районе Иркутской области. Входит в Маритуйское муниципальное образование.

## География
Расположен на берегу бухты Половинной озера Байкал, при впадении в него реки Большая Половинная. В посёлке — остановочный пункт 110 км Кругобайкальской железной дороги (КБЖД).
Большая Половинная — самая крупная река на западном участке КБЖД. Её длина составляет 44 км, ширина в низовье — 40—50 м.
Мыс Половинный, находящийся к юго-востоку от посёлка, глубоко вдаётся в Байкал и охраняет бухту от северо-восточных ветров. Через него пробит самый длинный тоннель КБЖД — Половинный (тоннель № 12). Его длина составляет 778,4 м. В отличие от остальных тоннелей КБЖД, он абсолютно прямой и просматривается насквозь.
Своё название и мыс, и тоннель получили от реки Большая Половинная, чьё устье делит расстояние между станцией Култук и истоком Ангары у станции Байкал ровно наполовину. На западе, за рекой — самый короткий тоннель Чайкинский, длиной около 30 м. Интересны как инженерные сооружения, так и с точки зрения хороших фотографий мосты, перекинутые через Большую Половинную — железный ферменный и железобетонный арочный. Старый паровоз Еа−3070 завершает формирование образа места.

## Население
| 2002 | 2010 | 2011 | 2012 |
| ---- | ---- | ---- | ---- |
| 21   | ↘13  | →13  | ↘11  |

## Галерея

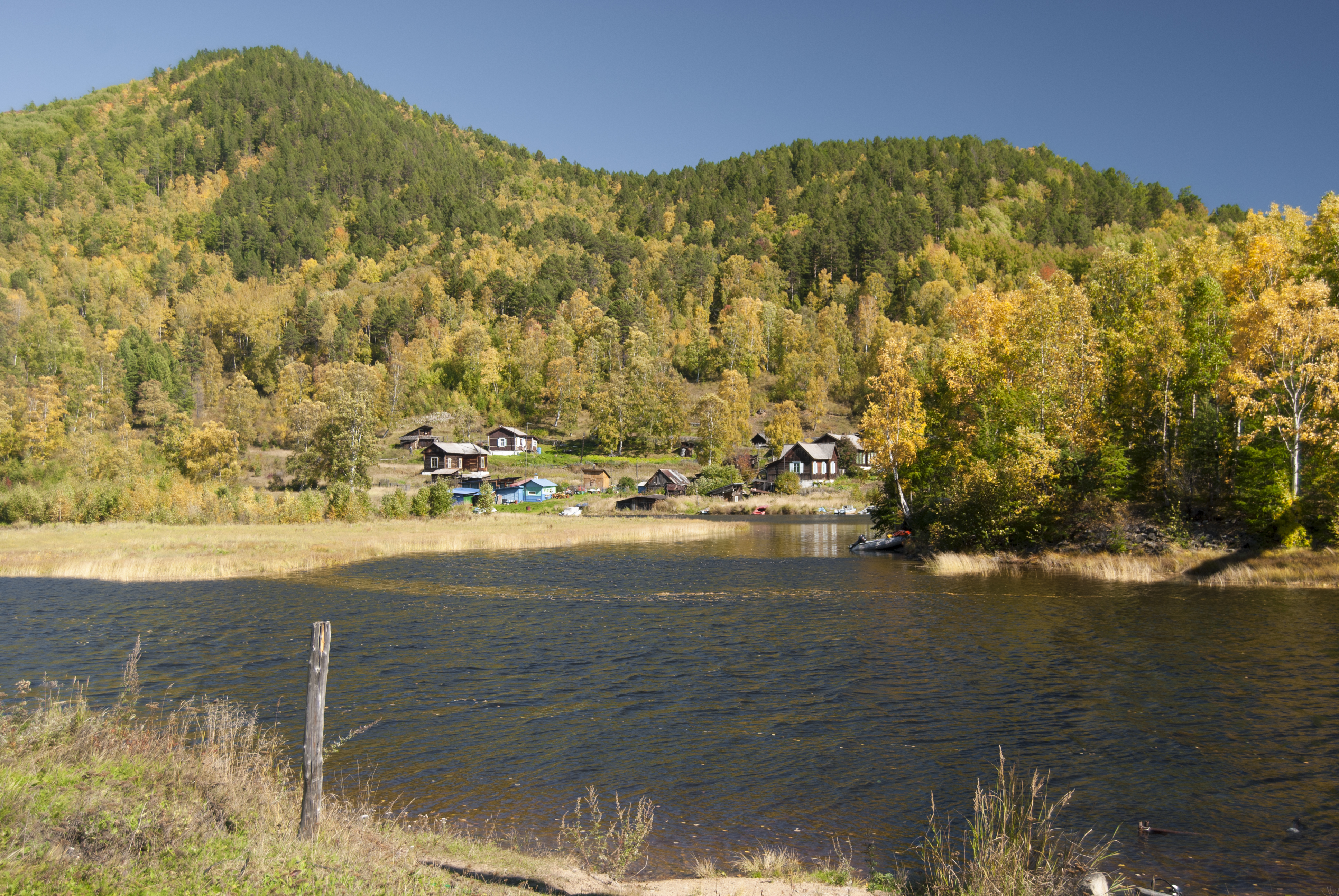
Поселок Половинная
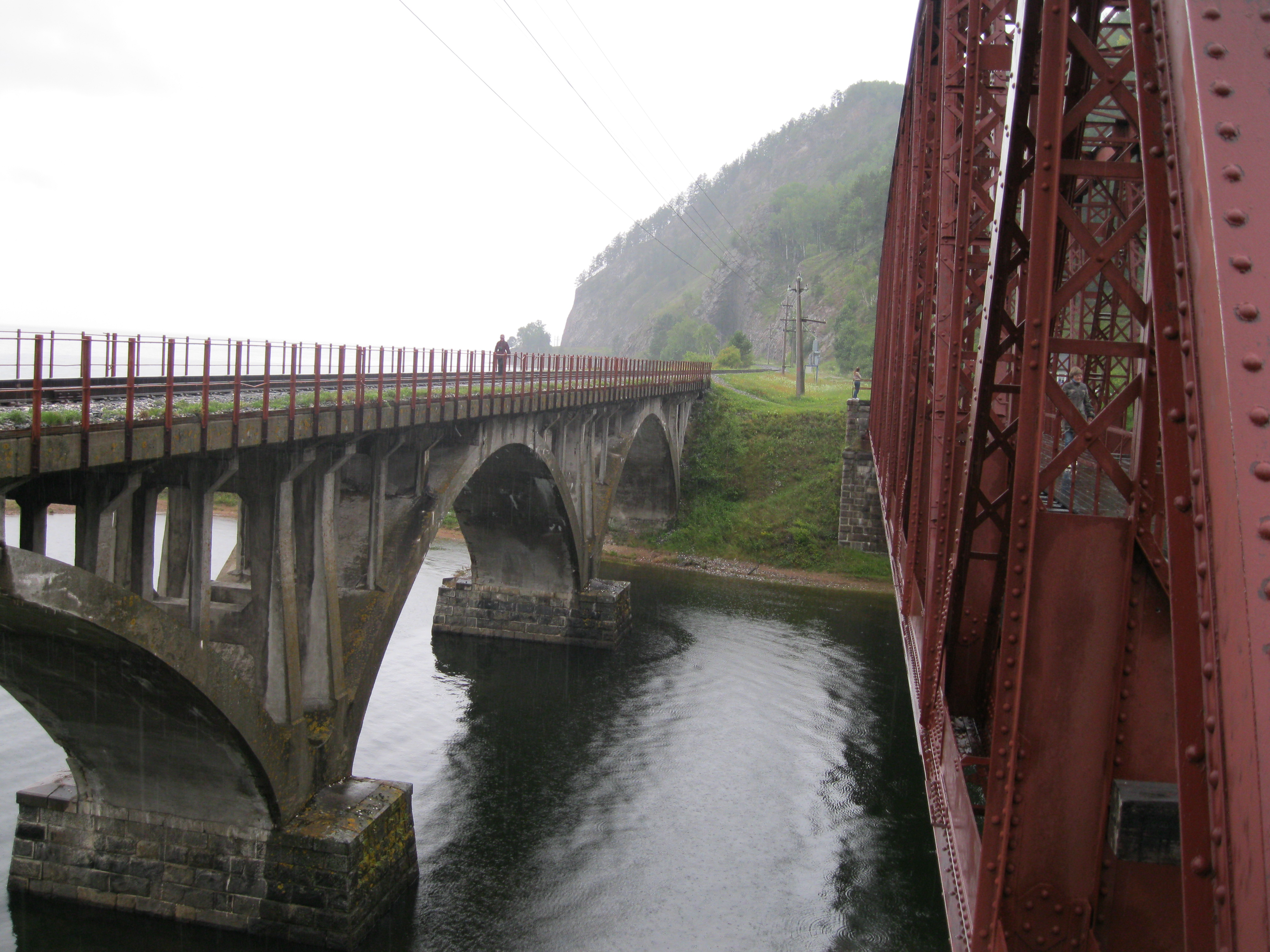
Мосты через реку Большая Половинная
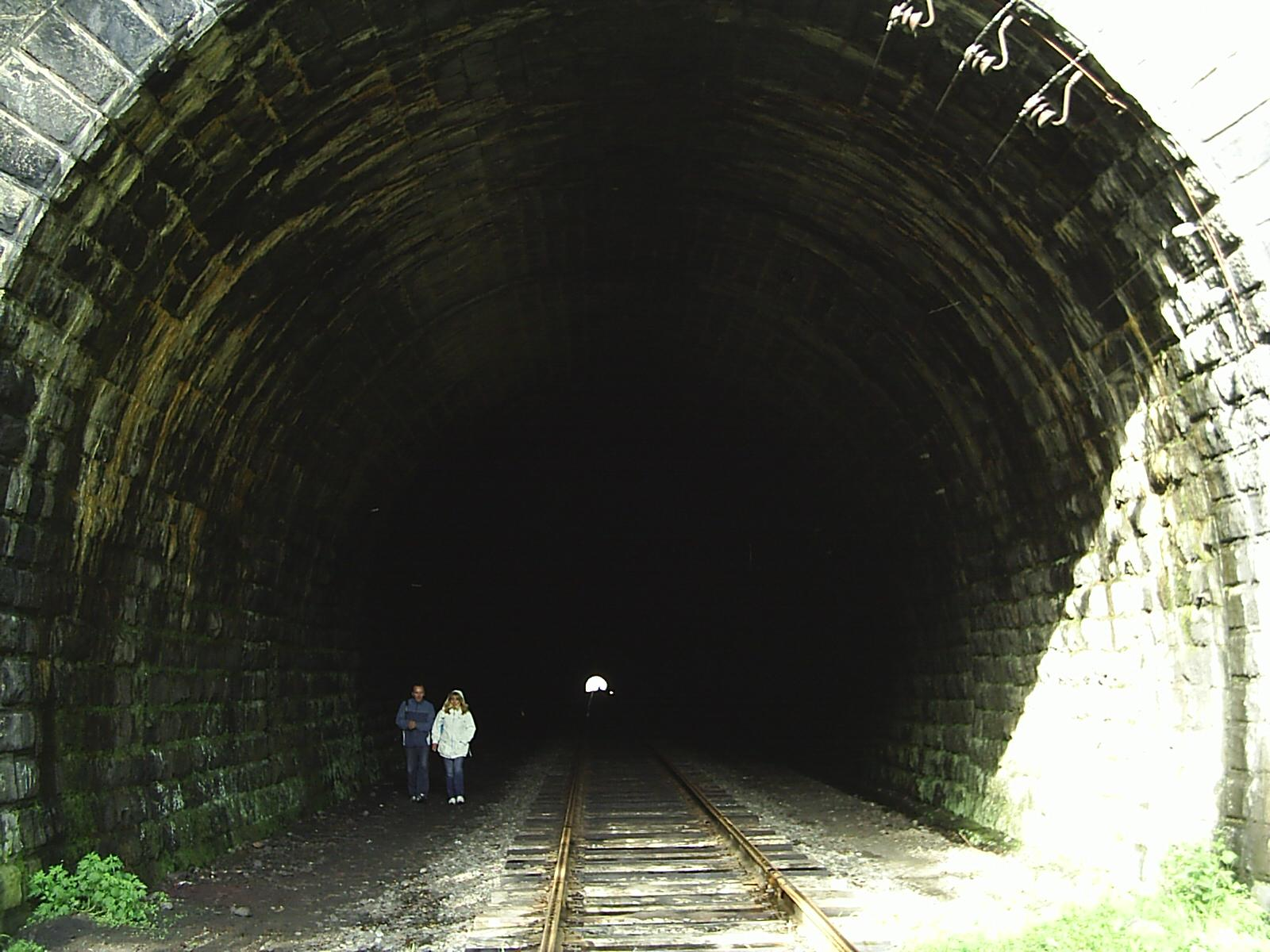
Тоннель Половинный (№12)
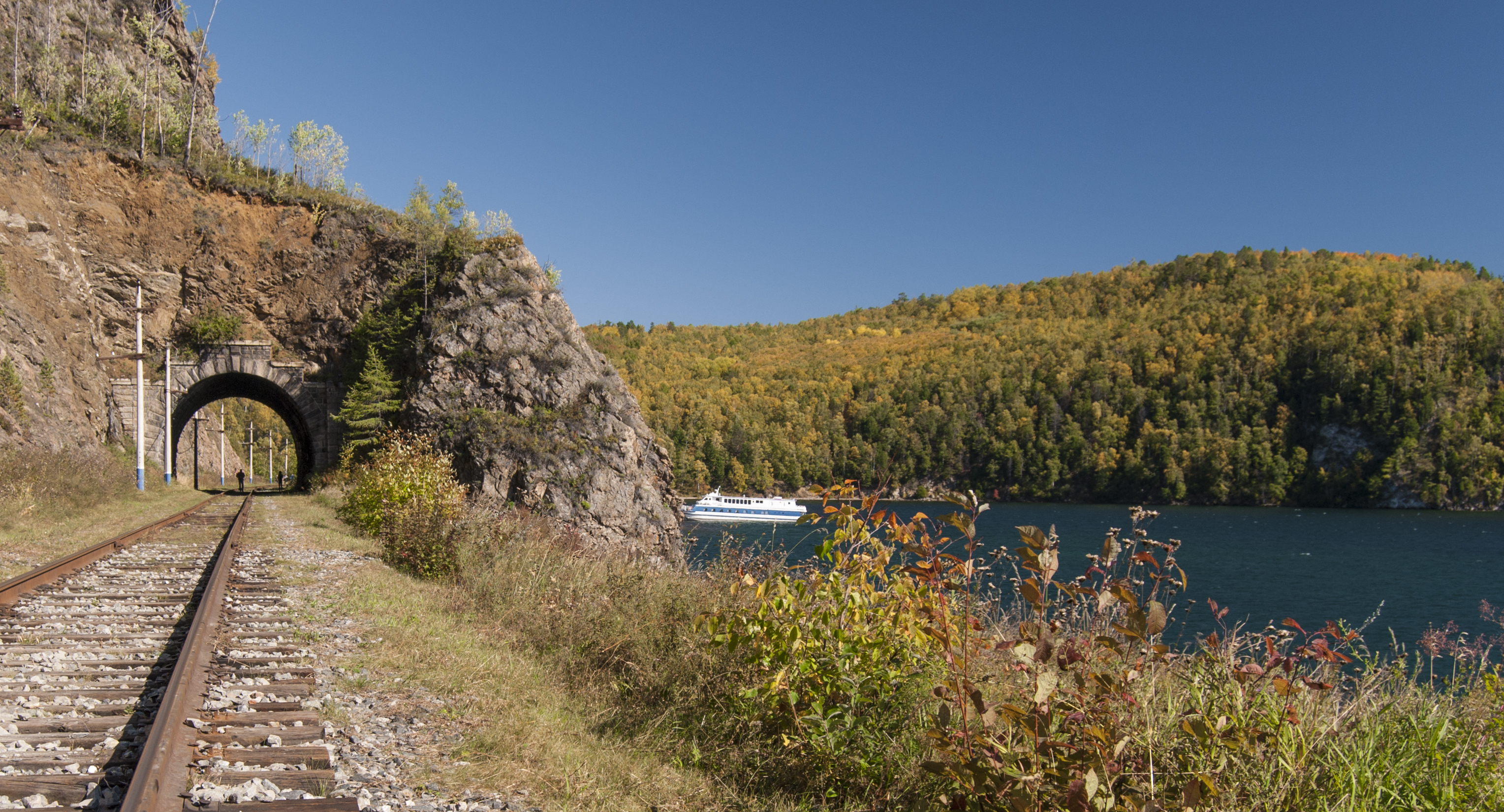
Тоннель Чайкинский (№13)
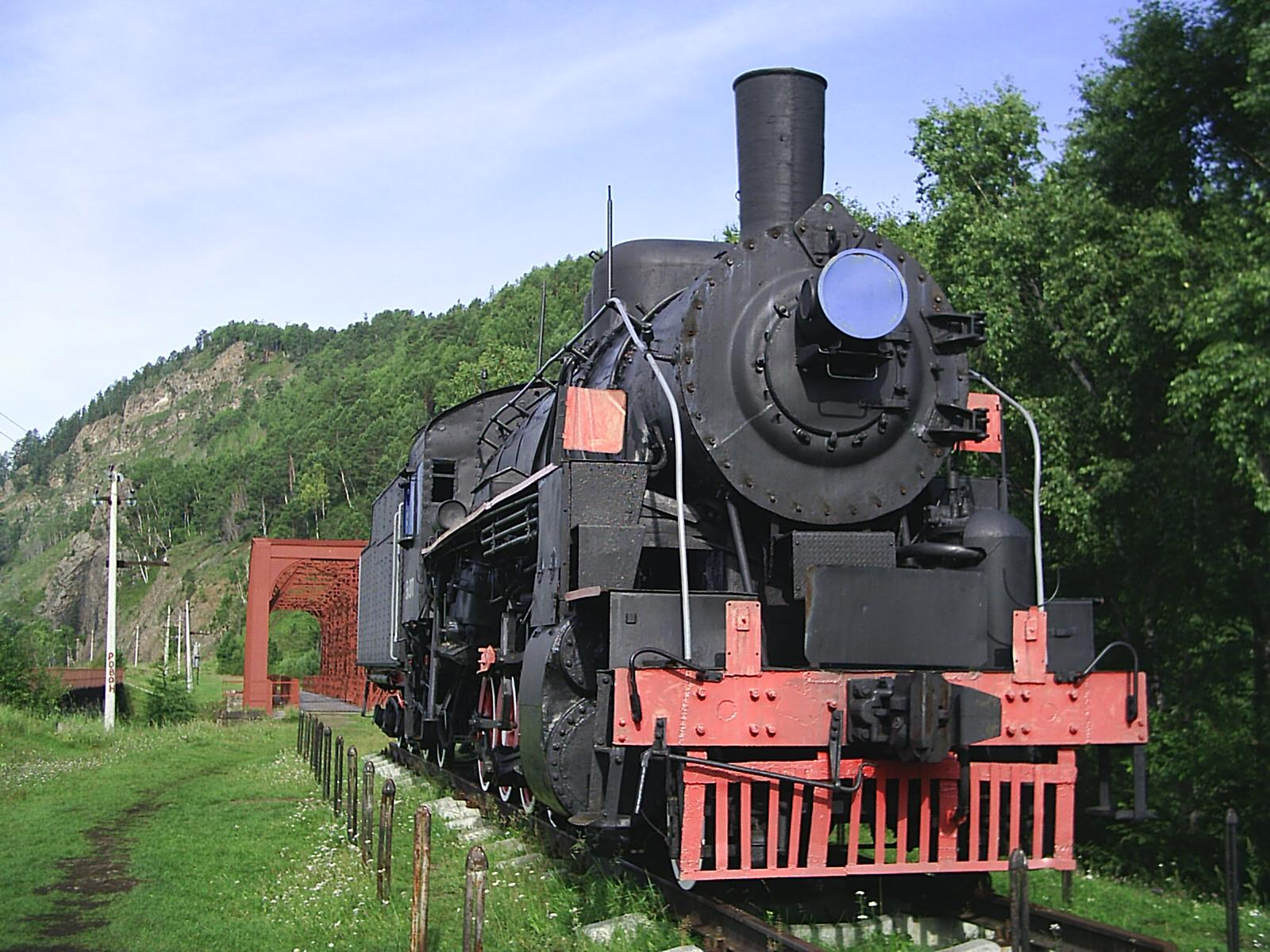
Паровоз-памятник в поселке Половинная